# Atlantic Records
Atlantic Records (Atlantic Recording Corporation) is een Amerikaans platenlabel, opgericht in 1947 door Herb Abramson en Ahmet Ertegün, dat in de 20 jaar erna uitgroeide van een klein onafhankelijk label tot een van de belangrijkste labels, gespecialiseerd in jazz, r&b en soul. In 1967 werd het een dochteronderneming van Warner Music Group.

## Achtergronden
Herb Abramson werd geboren in 1916 uit een Joodse familie in Brooklyn (New York), Ahmet Ertegün, was de zoon van de ambassadeur van de Turkse Republiek in Washington, geboren op 31 juli 1923 in Sultantepe, een heuvelachige enclave aan de Aziatische kant van Istanboel.
Abramson was tandarts-student en parttime muziekproducer, Ertegün bleef na de dood van zijn vader met zijn broer Nesuhi in Washington en verdiepte zich in de muziekindustrie.
Abramson en zijn vrouw Miriam raakten bevriend met Ertegün, die een bevriende tandarts Vahdi Sabit over wist te halen hem $10.000 te lenen voor de oprichting van Atlantic Records, Abramson investeerde $2.500.
Abramson werd directeur, Ertegün onder-directeur, Miriam deed Public Relations en in 1949 werd Francine Wakschal als boekhoudster aangetrokken, die dat 49 jaar zou blijven.

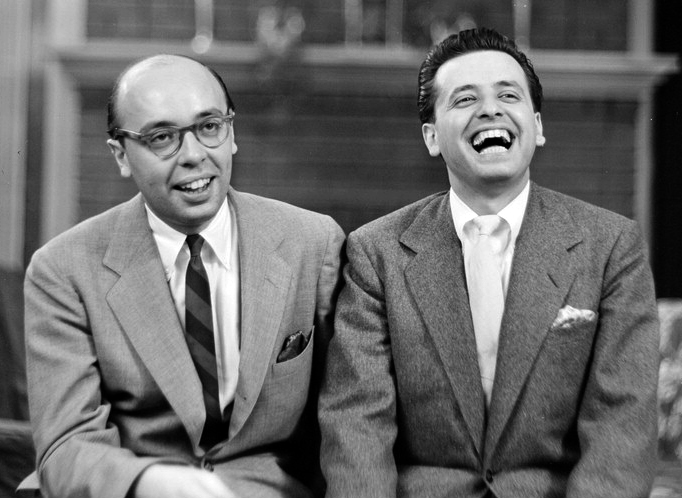
Ahmet (links) met zijn broer Nesuhi, rond 1960

## Beginjaren
Atlantic startte in januari 1948 met een opnames van bassist Eddie Safranski.  
In de beginjaren van het label werd er van alles uitgebracht, boogiewoogie van Jimmy Yancey, jazz zoals van Erroll Garner, Sidney Bechet, Barney Bigard, Mal Waldron, Howard McGhee, James Moody, Dizzy Gillespie, Jackie & Roy en Sarah Vaughan, blues van Leadbelly and Sonny Terry, vocaal werk van zanggroepen als de Delta Rhythm Boys, de Clovers, en de Cardinals, rhythm and blues door Ruth Brown, Stick McGhee en Big Joe Turner.

## R&b-jaren

### Eerste hits
In februari 1949 Begin 1949 nam Ertegün Stick McGhee's "Drinking Wine, Spo-Dee-O-Dee" op, dat de nummer 2-positie op Billboard R&B-hitlijst bereikte.
Op aanbeveling van Dj Willis Conover bezochten Ertegun en Abramson Ruth Brown in de Crystal Caverns-club in Washington en nodigden haar uit om auditie te doen voor Atlantic. Ruth Brown raakte gewond bij een auto-ongeluk op weg naar New York, maar Atlantic steunde haar negen maanden en contracteerde haar vervolgens. "So Long", haar eerste plaat voor het label, werd op 25 mei 1949 opgenomen met de band van Eddie Condon. Het nummer bereikte nummer 6 op de r&b-hitlijst. Brown nam meer dan tachtig nummers op voor Atlantic en werd de bestverkochte, meest productieve muzikant uit die periode. Browns succes voor Atlantic was zo belangrijk dat het label in de volksmond bekend werd als "The House That Ruth Built".
Joe Morris scoorde in oktober 1950 een hit met zijn nummer "Anytime, Anyplace, Anywhere", het werd ook de eerste Atlantische plaat op 45-toerenformaat, dat het bedrijf begon te persen vanaf januari 1951. 
Don ' t You Know I Love You van de Clovers(gecomponeerd door Ertegun) werd in september 1951 de eerste r&b-nummer 1-hit van het label. Een paar weken later werd Ruth Browns " Teardrops from My Eyes " Atlantics eerste plaat, waarvan meer dan een miljoen stuks werden verkocht, gevolgd in maart-april 1952 door "5-10-15 Hours".
In 1952 tekende Ray Charles bij Atlantic, die Atlantic de hits "I Got a Woman", "What'd I Say" en "Hallelujah I Love Her So" brachten. Later dat jaar bereikte "One Mint Julep" van The Clovers nummer 2. In 1953 conracteerde Ertegun The Drifters, hun single "Money Honey" werd de grootste r&b-hit van het jaar.

### Tom Dowd
Opnametechnicus en producer Tom Dowd was, dankzij zijn technische kennis, belangrijk voor het succes van Atlantic. Hij werkte aanvankelijk op freelance basis voor Atlantic, maar vanaf 1954 als fulltime stafingenieur.
In 1960 ontwierp hij de Atlantic Studios in New York op 1841 Broadway, waar als eerste gebruik werd gemaakt van schuifpanelen in plaats van ronde faders. Het eerste nummer dat in deze studio werd opgenomen, was Save the Last Dance for Me van The Drifters.
Uiteindelijk had hij als producer meer hits dan George Martin en Phil Spector samen.

### Jerry Wexler
Ertegün en Abramson leerden Jerry Wexler kennen toen deze muziekrecensent was bij muziekblad Billboard. Zij boden hem eerst de leiding van hun muziekuitgeverij aan, maar dat weigerde hij. Toen Abramson in militaire dienst moest, vroeg Ertegün aan Wexler om Abramson te vervangen. Wexler bedong echter daarnaast een partnership, en had in 1955 Abramsons rol volledig overgenomen, wat neerkwam op de dagelijkse leiding. 
Na terugkeer uit militaire dienst kreeg kreeg Herb Abramson in plaats van met ruzie uit elkaar te gaan  het label Atco onder zijn beheer. Als dank voor bewezen diensten werden The Coasters en Bobby Darin bij dit label ondergebracht voor Abramson. In 1958 zou Abramson Atlantic verlaten.
Wexler boekte succes voor Atlantic door artiesten te contracteren, die jazz, blues en rhythm and blues combineerden, zoals Ray Charles, Joe Turner en Aretha Franklin. Ertegun en Wexler realiseerden zich dat veel r&b-opnames door zwarte muzikanten werden gecoverd door blanke artiesten, vaak met meer hitparadesucces.
Wexler bleef heel lang bij Atlantic, en zou pas na allerlei overnames in 1975 ontslag nemen. In 1993 kwam zijn autobiografie uit: The Soul of Jerry Wexler.

### Nesuhi Ertegün
In 1955 kondigde Nesuhi Ertegun, die was getrouwd en naar Los Angeles was verhuisd, aan dat hij ging werken voor concurrent Imperial Recordse. Ahmet kon de gedachte niet verdragen dat zijn oudere broer voor een concurrent zou werken en haalde hem over om in New York de jazzdivisie van Atlantic te leiden. Binnen een jaar had Nesuhi Ertegun het Modern Jazz Quartet en jazzbassist Charles Mingus gecontracteerd en opgenomen.

### Leiber en Stoller
Componisten Jerry Leiber en Mike Stoller opereerden als onafhankelijke producenten voor Atlantic, dus ze waren vrij om naast Atlantic ook platen te maken voor andere labels. Maar ze hadden waarschijnlijk hun grootste succes op Atlantic. Naast de Coasters schreven en produceerden ze liedjes voor LaVern Baker, Ruth Brown, Clyde McPhatter, Ben E. King en the Drifters. In 1958 waren Leiber en Stoller de eersten die strijkers gebruikten op een r&b-plaat met "There Goes My Baby" van de Drifters. Ahmet Ertegun vond het niet leuk, en Jerry Wexler noemde het 'hondenvoer', zij weigerden het uit te geven. Maar toen ze eindelijk toegaven aan de druk van Leiber en Stoller en het in april 1959 uitbrachten, schoot het naar nummer 1 en was het een van de grootste hits in de Atlantic geschiedenis.

### Stax
Jim Stewart en  Estelle Axton hadden onder de naam Stax Records een klein platenlabel in Memphis. Zij sloten in 1961 een deal met Jerry Wexler over de distributie van "Cause I Love You", een duet van Carla Thomas met haar vader Rufus. De deal markeerde het begin van een succesvolle achtjarige samenwerking tussen de twee labels, waardoor Stax toegang kreeg tot de P&R en distributie van Atlantic.
Atlantic begon met het persen en verspreiden van Stax-platen. Wexler stuurde Tom Dowd om de opnameapparatuur en -faciliteiten van Stax te upgraden. Wexler was onder de indruk van de coöperatieve sfeer in de Stax-studio's en van de raciaal geïntegreerde studioband. Hij bracht Atlantic muzikanten naar Memphis om op te nemen. Stewart en Wexler huurden Al Bell in, een diskjockey bij een radiostation in Washington, om de promotie van Stax-releases op zich te nemen. Bell was de eerste Afro-Amerikaanse partner in het label.

### Bert Berns
In 1961 contracteerde Wexler de soulzanger Solomon Burke en huurde Bert Berns, ook bekend als Bert Russel Berns, als producer in voor de opname van "Just Out of Reach", dat een hit was in september van dat jaar. Berns, een klassiek geschoold musicus, had een moeizame relatie met Burke en weigerde eerst enkele composities van Berns op te nemen, waaronder Hang On Sloopy en Cry to Me. Op aandringen van Wexler, en na de suggestie van Tom Dowd om het nummer sneller te spelen, werd in december 1961 dan toch Cry to Me opgenomen. De single bereikte de 5e plaats op de r&b-lijsten.
In 1963 kwam Berns in dienst als staf-producer en volgde hij Leiber & Stoller op als producent van The Drifters ("I Don’t Want to Go on Without You"/"Under the Boardwalk" uit 1964) en Ben E. King. In 1964, tijdens zijn periode bij Atlantic, reisde hij naar Engeland waar hij opnamen maakte voor Decca Records met Them (met Van Morrison) en Lulu; onder meer "Gloria", "Baby Please Don't Go" en "Here Comes the Night".
In 1965 richtte Berns met de broers Ertegün en Wexler zowel een muziekuitgeverij op, Web IV Music ("WEB" stond voor Wexler-Ertegün-Berns en de IV verwees naar de vier partners), als een platenlabel, BANG Records (ditmaal afgeleid van hun voornamen Bert-Ahmed-Nesuhi-Gerald).

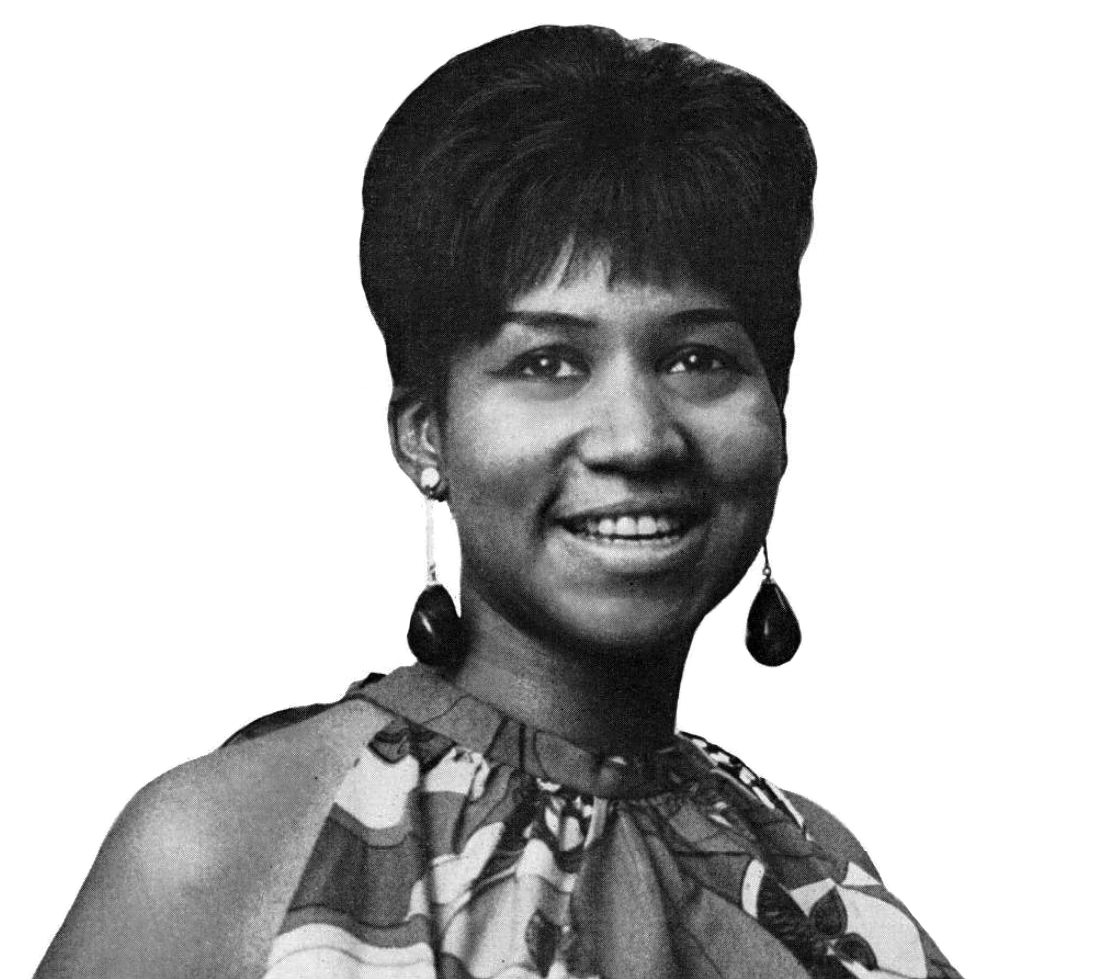
Aretha Franklin in 1967

### Souljaren
Soul was als muziek een combinatie van rhythm-and-blues en gospel. Solomon Burke - die op jonge leeftijd al in zijn kerk preekte - was een van de eerste artiesten die een soulartiest werd genoemd. In de studio had hij altijd zijn preekstoel bij zich.
Aretha Franklin tekende in 1966 bij Atlantic nadat haar contract met Columbia afliep. Ze werd snel beroemd en de Queen of Soul genoemd. Wexler hield zelf toezicht op de productie in de FAME Studios in Muscle Shoals, Alabama, met als resultaat zeven opeenvolgende singles die zowel de Amerikaanse pop- als de soultop 10 haalden: "I Never Loved a Man (The Way I Love You)" (Soul nr. 1, Pop nr. 9), "Respect" (Soul en Pop nr. 1), "Baby, I Love You" (Soul nr. 1, Pop nr. 4), "(You Make Me Feel Like) A Natural Woman" (Soul nr. 2, Pop nr. 8), "Chain of Fools" (Soul nr. 1, Pop nr. 2), "Since You've Been Gone" (Soul nr. 1, Pop nr. 5) en "Think" (Soul nr. 1, Pop nr. 7).

## Popjaren

### Verandering van stijl
Terwijl Wexler geschiedenis schreef met r&b-muziek, veranderde Ahmet Ertegun Atlantic naar een label met blanke rock. In 1965 contracteerde hij een onbekend zangduo Caesar en Cleo, dat onder hun nieuwe (en in feite echte) naam, Sonny en Cher, een nummer 1-hit had met "I Got You Babe", gevolgd door nog veel meer hits.
In 1966 tekende Atlantic een licentieovereenkomst met Polydor om toegang te krijgen tot de Europese markt. Op Atco werd in 1966 het debuutalbum van de band Cream uitgebracht. In 1967 reisde deze groep naar de studio's van Atlantic in New York om de LP Disraeli Gears op te nemen met Tom Dowd; het werd een Top 5 album in zowel de VS als het VK, met de single "Sunshine of Your Love" dat nummer 5 bereikte in de Billboard Hot 100. Wexler wees de ontwikkelingen in de popmuziek af en noemde de muzikanten "the rockoids", maar Atlantic profiteerde van de overstap naar rockmuziek in de jaren zeventig toen het Bad Company, Led Zeppelin en Yes onder contract nam.

### Warner Bros.-Seven Arts
De oorspronkelijke investeerder van Atlantic, dr. Vahdi Sabit, en minderheidsaandeelhouder Miriam Bienstock, waren beiden in september 1964 uitgekocht. Van de andere aandeelhouders wilden Nesuhi Ertegun en Jerry Wexler Atlanic onderbrengen in een groter bedrijf. Omdat ze gezamenlijk meer aandelen hadden, was Ahmet verplicht om akkoord te gaan met de verkoop.
In oktober 1967 werd Atlantic verkocht aan Warner Bros.-Seven Arts voor $ 17,5 miljoen, hoewel alle partners het er later over eens waren dat het een slechte deal was die de werkelijke waarde van Atlantic sterk onderwaardeerde. Aanvankelijk opereerden Atlantic en Atco volledig gescheiden van de andere labels van de groep, Warner Bros. Records en Reprise Records.
De verkoop van Atlantic Records activeerde een clausule in de distributieovereenkomst met Stax Records met betrekking tot heronderhandeling van de distributieovereenkomst en op dit punt ontdekten de Stax-partners dat de deal Atlantic het eigendom gaf van alle Stax-opnames die Atlantic verspreidde. De nieuwe Warner-eigenaren weigerden afstand te doen van het eigendom van de Stax-masters, dus eindigde de distributieovereenkomst in mei 1968. Atlantic behoudt nog steeds de rechten op Stax-opnames die het in de jaren zestig heeft gedistribueerd.
Atlantic begon zijn catalogus uit te breiden met rock, soul/rock, progressieve rock, Britse bands en singer-songwriters. In 1969 werden Dusty Springfield (met Dusty in Memphis) en Lotti Golden (met Motor-Cycle) gecontracteerd. Andere uitgaven uit dat jaar zijn onder meer albums van Aretha Franklin (Soul '69), Led Zeppelin (Led Zeppelin), Don Covay (House of Blue Lights), Boz Scaggs (Boz Scaggs), Roberta Flack (First Take), Wilson Pickett (Hey Jude)), Mott the Hoople (Mott the Hoople) en Black Pearl.
In 1969 werd Warner Bros.-Seven Arts overgenomen door de Kinney National Company en omgedoopt tot Warner Communications, vervolgens tot WEA (staat voor Warner-Elektra-Atlantic) ook bekend als Warner Music Group. 
In januari 1970 streed Ahmet Ertegun succesvol tegen Mike Maitland, president van Warner Bros. Records, om Atlantic Records autonoom te houden. Maitland werd ontslagen door Kinney-voorzitter Steve Ross. Ertegun stelde Mo Ostin voor als opvolger van Maitland. Nu Ertegun's macht bij Warners veilig was gesteld, kon Atlantic de autonomie behouden buiten de  reorganisaties van het moederbedrijf en doorgaan met haar eigen marketing, terwijl WEA de distributie behartigde.

### Rockjaren
Wexler was teleurgesteld door de accentverlegging naar de rockmuziek, en verliet Atlantic in 1975.
Wexler's beschermeling Jerry L. Greenberg verving hem en speelde een rol in het succes van Atlantic in de jaren zeventig.
In 1968 vloog Peter Grant naar New York met de tapes van het debuutalbum van de Britse rockband Led Zeppelin. Ertegun en Wexler kenden de lead-gitarist Jimmy Page via de Yardbirds. De band tekende een exclusief vijfjarig contract bij Atlantic met een vooruitbetaling van $200.000. Led Zeppelin nam bij Atlantic op van 1968 tot 1973. Nadat het contract afliep, richtten ze hun label Swan Song op en tekenden een distributie-overeenkomst met Atlantic nadat ze waren afgewezen door andere labels.
David Geffen was de agent van zowel David Crosby, Stephen Stills als Graham Nash, die na afgewezen te zijn door George Harrison van Apple Records, tekenden bij Atlantic, dat hen vrijwel volledige vrijheid gaf om hun eerste album op te nemen. De ondertekening werd bemoeilijkt doordat Nash nog steeds onder contract stond bij Epic Records (de Amerikaanse distributeur van The Hollies), maar Ertegun gebruikte zijn diplomatieke bekwaamheid door een 'ruil' te regelen - hij ontsloeg voormalig Buffalo Springfield-lid Richie Furay van zijn contractuele verplichtingen bij Atlantic, waardoor Furay's nieuwe groep Poco kon tekenen bij Epic, en in ruil gaf Columbia Records (het moederbedrijf van Epic) Nash toestemming om te tekenen bij Atlantic. Uiteindelijk waren Ertegun en Atlantic de duidelijke winnaars. Poco behaalde matig succes voor Epic, maar Crosby, Stills & Nash's titelloze debuutalbum (uitgebracht in mei 1969) werd een bestseller en bereikte de 6e positie in de Billboard-albumlijst, met twee Amerikaanse Top 40-singles die een multi-platina-verkoop werden en het album uiteindelijk een plaats verdiende in de Rolling Stone-lijst van The 500 Greatest Albums of All Time.
Veel van Atlantics hernieuwde succes als rocklabel aan het eind van de jaren zeventig kan worden toegeschreven aan de inspanningen van A&R-manager John Kalodner. In 1974 trad de voormalige fotograaf, platenwinkelmanager en muziekcriticus toe tot de publiciteitsafdeling van Atlantic in New York. In 1975 verhuisde Kalodner naar de A&R-afdeling, klom snel op en in 1976 werd hij gepromoveerd tot Atlantics eerste West Coast-directeur van A&R. In de daaropvolgende vier jaar speelde hij een belangrijke rol bij het contracteren van een reeks grote acts, waaronder Foreigner, AC/DC, Peter Gabriel en Phil Collins. Kalodner bouwde een reputatie op door acts te contracteren die andere labels hadden afgewezen, met misschien wel als belangrijkste voorbeeld de Anglo-Amerikaanse band Foreigner.
Jerry Greenberg tekende de groep bij Atlantic in de VS In 1973 contracteerde Jerry Greenberg op advies van Ertegun, de groep Genesis,maar hoewel ze zeer succesvol waren in Europa, bleef Genesis op zijn best een 'cult'-act in Amerika gedurende het grootste deel van de jaren zeventig. In de tussentijd had de oorspronkelijke leadzanger Peter Gabriel de groep in 1975 verlaten, in 1977 gevolgd door leadgitarist Steve Hackett, waardoor de groep werd gereduceerd tot een driemansformatie. Ertegun was direct betrokken bij het in de Relight Studio opgenomen album van de band uit 1978 ... And Then There Were Three ..., en remixte persoonlijk de eerste single van het album "Follow You, Follow Me". Hoewel de groep deze versie niet gebruikte, begeleidde het hen bij hun volgende productie. "Follow You, Follow Me "werd de eerste hitsingle van Genesis in de VS, het album werd hun eerste Amerikaanse gouden plaat.
In 1970 sloot Atlantic Records een distributie-overeenkomst met Rolling Stones Records, waarbij deze maatschappij van de Rolling Stones de auteursrechten behield. Op het label kwamen alle albums van de Stones na 1970, en een niet-Rolling Stones-album, dat van Peter Tosh.  

### 40-jarig jubileum
Op 14 mei 1988 werd het 40-jarig jubileum gevierd met een 13-uur durend concert met optredens van Led Zeppelin, Yes, Genesis, Iron Butterfly, The Rascals, Crosby, Stills & Nash, Foreigner, Paul Rodgers, Bob Geldof, Booker T. Jones, Wilson Pickett, The Coasters, The Spinners, Peabo Bryson, Dan Aykroyd, Roberta Flack, The Manhattan Transfer, Debbie Gibson, The Bee Gees, Ruth Brown, LaVern Baker, Ben E. King en Vanilla Fudge, alles op een nacht op een podium.

## Overig
In 1988 werd de Rhythm and Blues Foundation opgericht in 1988 na jarenlange discussies over royaltykwesties tussen Ruth Brown, haar advocaat Howell Begle en namens Atlantic Records Ahmet Ertegun. De Foundation werd de eerste organisatie die opkwam voor de rechten van artiesten die om allerlei redenen niet eerlijk betaald werden voor hun opnames. Ertegun betaalde Ruth Brown alsnog $20.000 en schonk vervolgens aan de stichting $ 1,5 miljoen dollar om te voorzien in de behoeften van Rhythm and Blues-artiesten. Ertegün  werd gevolgd door respectievelijk de oprichter van Motown Records Berry Gordy en de Universal Music Group.
Een countrymuziekafdeling, die werd opgericht in de jaren tachtig, werd in 2001 gesloten.
Time Warner verkocht Warner Music Group eind 2003 voor $ 2,6 miljard aan een groep investeerders. De deal werd begin 2004 gesloten, waarna een grote reorganisatie volgde.
Nesuhi Ertegun overleed op  15 juli 1989, op 71-jarige leeftijd na complicaties bij een kankeroperatie in Mount Sinai Medical Center in New York.
In 2007 vierde het label zijn 60ste verjaardag met de PBS-uitzending op 2 mei van de American Masters-documentaire Atlantic Records: The House that Ahmet Built en de gelijktijdige Starbucks-cd-release van Atlantic 60th Anniversary: R&B Classics Chosen By Ahmet Ertegun.
Op 29 oktober 2006 woonde de 83-jarige Ahmet Ertegun een benefietconcert bij van The Rolling Stones voor de Clinton Foundation in het historische Beacon Theatre in Manhattan. Nadat voormalig president Bill Clinton had gesproken, wachtte Ertegun in een backstage lounge. Op een gegeven moment struikelde hij en viel hij met zijn hoofd op de betonnen vloer. Hij werd met spoed naar het ziekenhuis gebracht, maar raakte in coma. Zes weken later stierf hij.
In 2008 overleed Jerry Wexler na hartfalen op 91-jarige leeftijd.

## Eerbetoon
- Jerry Wexler en Ahmet Ertegün werden in 1987 opgenomen in the Rock and Roll Hall of Fame
- Nesuhi Ertegün werd in 1991 postuum opgenomen in the Rock and Roll Hall of Fame
- Karsu Dönmez kwam in 2018 met een theatertour over het leven van Ahmet Ertegün. Na meer dan 35 concerten in Nederland gegeven te hebben met haar vaste band, gaf ze deze voorstelling ook in het Turks (Zorlu PSM te Istanbul) en in het Engels (Cadogan Hall, Londen).

## Sublabels
Atlantic had meerdere distributie-overeenkomsten, maar ook enige sublabels waarop muziek uitgebracht werd, die niet in Atlantic pasten zoals:
- Cotillion Records met o.a. Emerson, Lake & Palmer en Vortex Records met o.a. Chick Corea.
- East-West, kort bestaan van 1957 tot 1959, met producties door Nesuhi Ertegun in 1987 gereactiveerd als East West met o.a. Simply Red, Jools Holland en The Corrs.